# Antler-Subway Records
Antler-Subway Records är ett skivbolag i Bryssel, Belgien.
Antler Records bildades i början av 80-talet av Roland Beelen och Maurice Engelen. 1987 gick bolaget ihop med Subway Records.
Några av dess största artister är Lords of Acid, Praga Khan, Klinik, A Split Second och The Overlords.